# Mi abuelo, mi papá y yo
Mi abuelo, mi papá y yo es una película colombiana protagonizada por Jaime Barbini, Miguel Varoni, Juan Fernando Sánchez, Patricia Ércole y María Helena Doering, dirigida por Dago García y Juan Carlos Vásquez.

## Sinopsis
La historia gira alrededor de tres diferentes tipos de personas: adolescente, matrimonial y maduro. Cada uno de estos es representado por tres hombres, tres generaciones de una misma familia:Oscar, Eduardo y Rubén. El joven Oscar se enamora de su nueva vecina, Elizabeth. Eduardo, el padre de Oscar, ama a Myriam, pero se divorcian cuando él se da cuenta de que ella ya no lo ama; y Rubén, el padre de Eduardo, está enamorado de una socia en su antiguo trabajo, Esperanza. Estos tres hombres descubren que el amor es a veces un obstáculo, y estas tres mujeres descubren que los hombres perfectos sólo existen en su imaginación. Al final, Rubén se casa con Esperanza Arias. Sin embargo, en la noche del matrimonio Esperanza muere. Rubén sigue trabajando en ATM, y Oscar tiene su primer hijo con Elizabeth.

## Reparto
- Miguel Varoni-Eduardo Pachón
- Juan Fernando Sánchez-Óscar Pachón
- Jaime Barbini-Ruben Pachón
- Adelina Guerrero-Elizabeth
- Patricia Ercole-Myriam de Pachon
- María Helena Döering-Esperanza Arias
- Herbert King-Calixto